# コニャック
コニャック (cognac、フランス語発音: [kɔ.ɲak]) は、フランスにある同名の街コニャックから名付けられたブランデーの一種。シャラント県およびシャラント＝マリティーム県におけるコニャック周辺のワイン生産地域で産出される。品質が良いことで知られ、同国のアルマニャックとともに高級ブランデーとされる。
生産にはアペラシオン・ドリジーヌ・コントロレの認証が与えられている。アペラシオン・ドリジーヌ・コントロレの認証を得るには、その生産手法と商品名称において法で定められた一定の条件を満たすことが求められている。原料には主にユニ・ブランが用いられ、伝統的な銅製のポットスチルを用いた単式蒸留を2回行って得られたアルコール度数70%程度の精留分を、リムーザンもしくはトロンセ産のオークを使用した熟成樽で最低でも2年以上熟成する。ほとんどのコニャックは法的に定められた最低熟成年数より大幅に長い年月を樽の中で過ごす。熟成期間中にアルコール分が揮発した後、アルコール度数40%ほどで製品とする。色付けに少量のカラメルを添加することもある。

## 生産過程
コニャックはブランデーの一種であり、蒸留を終え熟成段階に入ると「オー・ド・ヴィー」とも呼ばれる。指定された栽培地域のいずれかで生産された白ワインを2度にわたって蒸留し、生産される。

### ブドウ
コニャックの生産に用いられる白ワインは非常に辛口で酸味が強く淡白であり「ほとんど飲めたものではない」と評されるほどであるが、蒸留と熟成の面においては非常に優れたワインである。このワインはクリュと呼ばれる栽培地域において、厳格に定められたブドウの品種リストからのみつくり上げられる。正真正銘のクリュとしてみなされるためには、ユニ・ブラン、フォル・ブランシュ、コロンバールの3品種が最低でも全体の90%以上であることが求められる。また、フォリニャン、ジュランソン・ブラン、メリエ・サン・フランソワ（ブラン・ラメとも呼ばれる）、セレクト、モンティル、セミヨンに限り、10%を上限に使用できる。「クリュ」として表記しない場合については、より自由な品種の使用が認められている。コロンバール、フォル・ブランシュ、ジュランソン・ブラン、メリエ・サン・フランソワ、モンティル、ユニ・ブランの6品種が最低でも全体の90%以上であり、フォリニャンとセレクトの使用は10%が上限となる。

### 発酵と蒸留

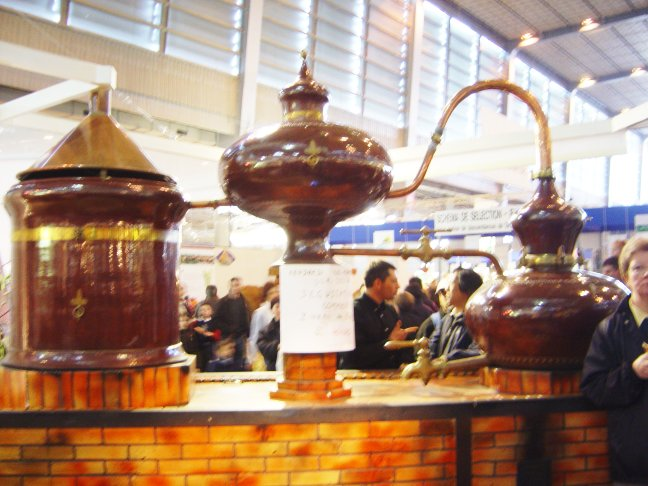
コニャック蒸留用のポットスチル

圧搾により得られたブドウの搾汁は2-3週間の間寝かされ、地域由来の天然酵母菌の作用により糖がアルコールに変化（発酵）する。この時点で7%-8%程度のアルコール分を有するワインとなる。この際、砂糖や硫黄の添加をしてはならない。
蒸留には伝統的なシャラント型の銅製アランビック・スチルが用いられるが、これについても設計や寸法に法的な制約がある。蒸留は2度にわたって行われ、結果的に約70%のアルコール分を有する無色の蒸留酒が出来上がる。

### 熟成
蒸留を終えた後は、リムーザン産のオークから作られた樽で最低でも2年の間熟成させることで市場に売り出すことが可能となる。概してアルコール度数70%の状態で樽に入っていて、樽のオーク材や空気との相互作用により毎年約3%のアルコール分と水分が蒸発する。これは現地フランス語でラ・パール・デ・ザンジュ（天使の取り分）と呼ばれる現象である。アルコール分の消散速度が水分のそれよりも早いため、時が経つにつれアルコール濃度は40%程度に落ちる。コニャックはその後「ボンボンヌ」と呼ばれる大きなガラス製カーボイに移され、ブレンドに使用されるその時まで貯蔵される。オーク樽は4、50年経つと風味に寄与しなくなる。

### ブレンド
通常の場合、ブレンドにはそれぞれ異なる熟成年と（より大規模で大量生産型の場合には）異なる栽培地域のオー・ド・ヴィー（原酒）を用いる。オー・ド・ヴィーのブレンド（結婚を意味する「マリッジ」とも呼ばれる）は、単一のオー・ド・ヴィーのみからは得られない複雑な香りを獲得する上で重要な作業となる。それぞれのコニャック・ハウスにはブレンドを担当するマスター・テイスター（メートル・ド・シェ）がいるため、一貫したハウスのスタイルと品質が保たれている。この点に関してはウイスキーやノン・ヴィンテージのシャンパンにおけるブレンディングと似ている。ギヨン・パンチュローやモワイエなどのいくつかのコニャック・ハウスでは異なる熟成年のオー・ド・ヴィーをブレンドしないため、言わば「より純粋」な香りに仕上がる（およそのところシングル・モルトのスコッチ・ウイスキーの生産手法に相当する）。アペラシオン・ドリジーヌ・コントロレ認定地域には自分たちのブランドのコニャックを売る小規模なワインヤードが数多く存在する。異なる熟成年のオー・ド・ヴィーをブレンドする点においては同様ではあるが単一のワインヤードに拠るコニャックであるため、生産者の趣向によって年ごとにわずかに異なり、有名商品の出来を予測しにくい面がある。こういった小規模生産者は個々のバイヤーやワイン・ディーラー、バー、レストランなどに受注量に応じて出荷し、残ったものは大規模なコニャック・ハウスがブレンド用に買い入れる。大規模コニャック・ハウスの中には、彼らの商業的な成功に促される形で単一ワインヤードによるコニャックの生産を開始したものもある。

## 等級
コニャックはその熟成年の度合いを基準に等級が分類される。基準となる熟成年とは、即ちそのコニャックのブレンドに使用した最も若いオー・ド・ヴィーの熟成年である。なお、全国コニャック事務局 (BNIC) が公式に定めるコニャックの品質等級は以下の通りである。
- V.S.（Very Special、ヴェリー・スペシャル）もしくは ✯✯✯（three stars、スリー・スターズ) ：ブレンドに使用された最も若いオー・ド・ヴィーの熟成年が2年以上のもの[9]。
- V.S.O.P.（Very Superior Old Pale、ヴェリー・スペリオル・オールド・ペール）もしくはReserve（リザーヴ）：ブレンドに使用された最も若いオー・ド・ヴィーの熟成年が4年以上のもの[9] [10]。
- XO（Extra Old、エクストラ・オールド) もしくはNapoléon（ナポレオン）：現在は「ブレンドに使用された最も若いオー・ド・ヴィーの熟成年が6年以上のもの」とされているが[9]、2018年4月からは「10年以上」に変更となる。本来は2016年に変更される予定であったが、貯蔵数の都合により延期措置がとられていた[11]。また、ナポレオンはもともとは非公式な等級であったが、XOの定義の変更以降は「ブレンドに使用された最も若いオー・ド・ヴィーの熟成年が6年以上のもの」と明確化される[12]。
- Hors d'âge (オール・ダージュ) ：BNICの定義の上ではXOと同基準であるが、実際には公式な熟成年のスケールを超える高品質をコニャック・メーカーが謳う際に用いる。

コニャックの等級名が英語で表記されるのは、歴史的（特に18世紀）にイギリスへの輸出が盛んであったためである。

## 生産地域

コニャック地域の地図

コニャックは「クリュ」と呼ばれる、ブドウの栽培地域を厳密に定義した区画によっても分類されている。区画ごとの独特な土壌や小気候の影響を受け、固有の特色を持った「オー・ド・ヴィー」がつくり上げられる。
- グランド・シャンパーニュ（1万3766ヘクタール）グランド・シャンパーニュとプティット・シャンパーニュの土壌は、白亜石灰質の地下層で地表は粘土質石灰石であることが特徴的である。
- プティット・シャンパーニュ（1万6171ヘクタール）：プティット・シャンパーニュ産のオー・ド・ヴィーは、グランド・シャンパーニュ産のそれと似た特徴を持つ。グランド・シャンパーニュとプティット・シャンパーニュの2つのクリュからつくられたオー・ド・ヴィーのブレンドで、かつグランド・シャンパーニュの比率が50%以上のコニャックはフィーヌ・シャンパーニュとして市場に出回ることもある。
- ボルドリー（4160ヘクタール）：最も面積の狭いクリュ。石灰岩の分解による粘土質土壌で、石英質の石を含む。
- ファン・ボア（3万4265ヘクタール）：より重く、早く熟成が進むオー・ド・ヴィーは、いくつかのコニャックのブレンドにおいてベースをつくるのに理想的である。 ここの土壌は砂利が多く主に赤い粘土質石灰岩である。
- ボン・ボア （1万9979ヘクタール）：中心の4つの栽培地域から離れたクリュ。比較的貧弱な土壌で海洋性気候の影響を大きく受ける。
- ボア・ゾルディネールもしくはボア・ア・テロワール：土壌は砂地であり、沿岸地域といくつかの谷にまたがって広がっている。

コニャック生産地域のシャンパーニュは、北東にある同名のスパークリング・ワインの産地であるシャンパーニュ地方とは全く別の地域である。ただし、どちらも白亜系の土壌に関する語源からの派生語ではある。

## 主な銘柄
200近いコニャック生産者が存在するが、2008年の概算によると輸出されるコニャックの大部分（そのうちアメリカ市場向けが90%以上）がクルボアジェ（カンパリグループ）、ヘネシー（LVMH）、マーテル（ペルノ・リカール）、レミーマルタン（レミーコアントロー）の、わずか4ブランドからのものである。
アペラシオン・ドリジーヌ・コントロレの基準を満たすその他のブランドには、バッシュ・ガブリエルセン、プラスタッド、カミュ、 ラ・フォンテーヌ・ド・ラ・プイヤード、シャトー・フォンピノ、デラマン、ピエール・フェラン、フラパン、ゴーティエ、ハイン、マルセル・ラニョー、モワイエ、オタール、ミュコー、クロアーゼなどがある。

## コニャック・ベースの飲料
- グラン・マルニエ - コニャックにビターオレンジの蒸留エキス分を加えたリキュール
- ピノー・デ・シャラント - シャラント地域でつくられる、ブドウのムストにオー・ド・ヴィーをブレンドした甘いアペリティフ
- ドメーヌ・ド・カントン - コニャック・ベースのジンジャー・リキュール
- シャンボール - 黒と赤のラズベリーとマダガスカル産バニラをブレンドしたコニャックから作られるリキュール
- フレンチ・コネクション コニャックとアマレットから作られるカクテル